# David Penalva
Pas d'image ? Cliquez ici

a Compétitions nationales et continentales officielles uniquement.

b Matchs officiels uniquement.
Dernière mise à jour le 11 juillet 2017.
David Penalva, né le 26 janvier 1980, est un joueur de rugby à XV, qui joue avec l'Équipe du Portugal de rugby à XV évoluant au poste de deuxième ligne (1,92 m pour 115 kg).

## Biographie
David Penalva est présenté le 8 avril aux joueurs de l'US Nérac (Fédérale 3) en tant qu'entraîneur pour la saison suivante. Il déclare à cette occasion: « C'est un beau challenge qui se présente avec l'envie de réussir et d'apporter de la rigueur dans le travail avec le staff déjà en place et que j'ai eu plaisir à découvrir. Le club me plaît déjà, je donnerai le maximum pour l'aider. Sérieux et application guideront mon travail dès le début août ». Pourtant, le 10 juin, la presse annonce l'arrivée officielle de l'ancien internationale portugais à la tête de l'Avenir castanéen (Fédérale 1) sans en avoir averti l'USN. Les joueurs néracais répondent à ce faux bond avec humour en publiant une vidéo sur la plateforme YouTube.

## Carrière

### En club
- AS Bayonne
- Biarritz olympique (junior Reichel et Espoir)
- 2002-2005 : US Tours (Fédérale 1)
- 2005-2006 : Stade poitevin (Fédérale 1)
- 2006-2008 : Blagnac SCR (Fédérale 1 et Pro D2)
- 2008-2010 : FC Auch Gers  (Pro D2)
- 2010-2011: Rugby Nice Côte d'Azur  (Fédérale 1)
- 2011-2015 : US Montauban (Fédérale 1 )  (Pro D2)
- 2015-2017 : RC Narbonne (Pro D2 )

### En équipe nationale
Il a disputé son premier test match le 21 mars 2004 à Ibiza contre l'équipe d'Espagne. Ce jour-là, le Portugal remporte une victoire historique sur un adversaire difficile pour elle (bilan de 5 victoires, 1 nul et 19 défaites avant cette rencontre), elle remporte le Championnat européen des nations et l'Espagne est du coup rétrogradée en 2e division. Lors de l'été 2007, il commence sa préparation dans le cadre de sa participation à la Coupe du monde de rugby à XV 2007. Il affronte à Paris l'Italie le 19 septembre, après avoir rencontré auparavant l'Écosse et les All Blacks à Lyon. Il termine le 25 septembre à Toulouse contre la Roumanie. 

## Statistiques en équipe nationale
Au 10 août 2007
- 35 Sélections en équipe nationale
- Sélections par année : 2 en 2004, 4 en 2005, 8 en 2006, 2 en 2007